# Challenge des champions 1985
La Supercoppa di Francia 1985 (ufficialmente Challenge des champions 1985) è stata la diciottesima edizione della Supercoppa di Francia.
Si è svolta il 18 dicembre 1985 al Parc Lescure di Bordeaux tra il Bordeaux, vincitore della Division 1 1984-1985, e il Monaco, vincitore della Coppa di Francia 1984-1985.
A conquistare il titolo è stato il Monaco che ha vinto per 8-7 ai rigori dopo l'1-1 dei tempi regolamentari e supplementari.

## Partecipanti
| Squadre  | Qualificazione                             | Partecipazioni precedenti (il grassetto indica la vittoria) |
| -------- | ------------------------------------------ | ----------------------------------------------------------- |
| Bordeaux | Vincitore della Division 1 1984-1985       | 1 (1968)                                                    |
| Monaco   | Vincitore della Coppa di Francia 1984-1985 | 2 (1960, 1961)                                              |

## Tabellino
| Arbitro: | Quiniou |

|              |                      |              |
| Reinders 25’ | Marcatori            | 62’ Christen |
|              | Tiri di rigore 7 – 8 |              |

### Formazioni
| Bordeaux:     |                           |  |     |
|               |                           |  |     |
| P             | Dominique Dropsy          |  |     |
| D             | Jean-Christophe Thouvenel |  |     |
| D             | Gernot Rohr               |  |     |
| D             | Patrick Battiston         |  |     |
| D             | Thierry Tusseau           |  |     |
| C             | René Girard               |  |     |
| C             | Jean Tigana               |  | 46’ |
| C             | Alain Giresse             |  |     |
| A             | Marc Pascal               |  |     |
| A             | Hassan Hanini             |  |     |
| A             | Uwe Reinders              |  |     |
| Sostituzioni: |                           |  |     |
| C             | Pascal Malbeaux           |  | 46’ |
| Allenatore:   |                           |  |     |
| Aimé Jacquet  |                           |  |     |

| Monaco:       |                   |  |     |
|               |                   |  |     |
| P             | Jean-Luc Ettori   |  |     |
| D             | Stéphane Salomon  |  | 78’ |
| D             | Nenad Stojković   |  |     |
| D             | Manuel Amoros     |  |     |
| D             | Abdellah Liegeon  |  |     |
| C             | Claude Puel       |  |     |
| C             | Frédéric Christen |  |     |
| C             | Daniel Bravo      |  |     |
| C             | Eric Deletang     |  |     |
| A             | Philippe Anziani  |  | 16’ |
| A             | Bruno Bellone     |  |     |
| Sostituzioni: |                   |  |     |
| A             | Philippe Tibeuf   |  | 16’ |
| C             | Marcel Dib        |  | 78’ |
| Allenatore:   |                   |  |     |
| Lucien Muller |                   |  |     |